# Tom Bell
Thomas George "Tom" Bell, född 2 augusti 1933 i Liverpool i Lancashire, död 4 oktober 2006 i Brighton i East Sussex, var en brittisk skådespelare.

## Biografi
Tom Bell var en mångsidig skådespelare inom film, television och teater. Han tillhörde den unga brittiska teatergeneration som fick epitetet "Angry Young Men" och under 1960-talet förde fram "diskbänksrealismen" i England, både på scen och på film (här räknades Bell tillsammans med skådespelare som Albert Finney, Alan Bates och Tom Courtenay i spetsen). 
Han var under 1940- och 1950-talet med i uppmärksammade Esme Church teaterkompani där han fick sin skolning som skådespelare tillsammans med skådespelare som Billie Whitelaw och Robert Stephens. Teaterdebuten skedde redan 1948. En av sina första riktigt stora framgångar fick han 1960 i Alun Owens pjäs Progress to the Park mot Billie Whitelaw. 
Han medverkade sedan under 1960-, 1970- och 1980-talet återkommande i Armchair Theatre, Play of the Month, ITV Playhouse och Play for Today; brittiska TV-teater-ensembler som alla var pionjärer inom brittiskproducerad TV-teater (för TV-bolagen BBC och ITV), och där Bell framträdde i huvudroller i en rad uppmärksammade iscensättningar: bland annat Harold Pinters A Night Out (1960), Ibsens Hedda Gabler (1972), Dennis Potters Angels Are So Few (1970) och Stephen Poliakoffs Stronger Than the Sun (1977). 
En av hans största teaterframgångar på scen var rollen som Horst i originaluppsättningen av den omtalade pjäsen Bent (Royal National Theatre; 1979) mot Ian McKellen (Max); en pjäs om två homosexuella fångar som inleder en kärleksaffär i nazisternas koncentrationsläger Dachau. Bell gjorde även rollen som James Joyce i succé-uppsättningen av Tom Stoppards Travesties 1974 mot bland andra John Wood och John Hurt (Royal Shakespeare Company; Aldwych Theatre).
Tom Bell filmdebuterade 1958 och var sedan en av Englands hetaste unga skådespelare på 1960-talet med huvudroller i ett flertal filmer, bland andra The Kitchen (1960), Rum för obemärkt (1962) och He Who Rides a Tiger (1965). Han jämfördes i unga år med skådespelare som Paul Newman och Jack Palance ifråga om utstrålning och karisma. 
Inte sällan spelade han annars karaktärer med mörka och otäcka personlighetsdrag, framförallt senare i karriären. Han gjorde exempelvis rollen som Adolf Eichmann i den Emmy Award-belönade miniserien Förintelsen (1978), den skrupelfria bekant till familjen som inleder en affär med den kärlekstörstande tonårsflickan Lynda (spelad av Emily Lloyd) i David Lelands film Om du ändå vore här (1987), smågangstern Jack "The Hat" McVitie i Peter Medaks The Krays (1990), samt Jane Tennisons (Helen Mirrens) sexistiske poliskollega Bill Otley i del ett, tre och sju av TV-serien I mördarens spår (Prime Suspect, 1991–2006). Han gör även starka birollsprestationer i filmerna Julipassionen (1995) och Crime Kingdom (2001).
Han BAFTA-nominerades för sin insats i I mördarens spår (1992) och för sin roll i TV-serien Out (1979).
Han levde sedan flera år tillsammans med kostymören Frances Tempest, med vilken han hade dottern Polly och styvdottern Nellie. Han hade sonen Aran Bell (också skådespelare) från ett tidigare äktenskap.

## Filmografi i urval
- 1958 – Echo of Barbara
- 1960 – Den kriminelle (The Criminal)
- 1961 – The Kitchen
- 1961 – Payroll
- 1962 – Under brinnande segel (H.M.S. Defiant)
- 1962 – Rum för obemärkt (The L-Shaped Room)
- 1965 – He Who Rides a Tiger
- 1968 – The Long Day's Dying
- 1971 – Quest for Love
- 1972 – Hedda Gabler (TV-teater)
- 1975 – Royal Flash
- 1978 – Förintelsen (TV-serie)
- 1978 – Out (TV-serie)
- 1981 – Sons and Lovers (TV-serie)
- 1983 – Reilly: The Ace of Spies (TV-serie)
- 1987 – Om du ändå vore här (Wish You Were Here)
- 1989 – Red King, White Knight (Kamrat Mördare)
- 1990 – The Krays
- 1991 – I mördarens spår - Ett högt pris (Prime Suspect eller Prime Suspect 1: A Price to Pay)
- 1992 – Hope It Rains (TV-serie)
- 1993 – Indiana Jones äventyr
- 1993 – I mördarens spår - Själavårdaren (Prime Suspect 3: The Keeper of Souls)
- 1995 – Julipassionen (Feast of July)
- 1996 – No Bananas (TV-serie)
- 1997 – Spankworld - The Movie (Preaching to the Perverted)
- 1997 – Mannen från havet (Sweapt from the Sea)
- 1999 – Four Fathers (TV-serie)
- 2001 – Crime Kingdom (My Kingdom)
- 2002 – Lava
- 2003 – Pollyanna (TV-serie)
- 2006 – Dead Man's Cards
- 2006 – I mördarens spår - Sista akten (Prime Suspect: The Final Act / Prime Suspect 7: The Final Act)